# باربارا ويست
باربارا ويست (بالإنجليزية: Barbara West)‏ (24 مايو 1911-16 أكتوبر 2007) هي إحدى الذين نجوا من حادث غرق السفينة آر إم إس تيتانيك في 15 أبريل 1912. تعد ويست آخر من توفي من راكبي الدرجة الثانية للسفنية، وبوفاتها سنة 2007، بقيت ميلفينا دين آخر ناج من تيتانيك، فقد توفيت هي الأخرى في 31 مايو 2009.